# 161
161（一百六十一）是160與162之間的自然數。

## 在數學中
- 合數，正因數有1、7、23和161。
質因數分解為{\displaystyle 7\times 23}。
- 虧數，真因數和為31，虧度為130。
- 不尋常數，大於平方根的質因數為23。
- 第54個半質數。前一個為159、下一個為166。
- 第99個無平方數因數的數。前一個為159、下一個為163。
- 第74個十进制的等數位數。前一個為160、下一個為162。
- 迴文數

## 在人類文化中
- 北京一六一中學，位于北京市西城區前門西大街41號，是北京市著名的示範性高級中等學校。
- 一樓一鳳也稱為「161」